# Навроцкий, Павел Акимович
Павел Акимович Навроцкий (17 января 1900, Ильковцы, Теофипольский район — 5 июля 1942, Старый Оскол, Курская область) — советский военачальник. Депутат Верховного Совета СССР 1-го созыва. Полковник.

## Биография
Родился 17 января 1900 года, в селе Ильковцы Святецкая волость Кременецкий уезд Волынская губерния. Во время Первой мировой войны, с ноября 1916 года по март 1917 года, трудился на ремонтном поезде № 14 (Галиция). После войны вернулся в родные края.

### Гражданская война
В январе 1918 года вступил в один из местных партизанских отрядов, однако уже в марте того же года вступил в отряд Калинчука. В 1919 году отряд Калинчука вошёл в состав 1-го Бессарабского кавалерийского полка. В составе этого полка участвовал в боях с армией Скоропадского, петлюровцами, армиями генерала Антона Деникина и генерала Николая Юденича и махновцами. С марта 1920 года, участвовал в боях на Польском фронте. Зимой 1920—1921 годов принимал участие в ликвидации банд Грызло, Дорощука, Орлика, Левченко. С марта по апрель того же года участвовал в подавлении мятежа Александра Антонова в Тамбовской губернии, осенью этого же года принимал участие в уничтожении банды Юрия Тютюнника в Житомирской губернии.

### Между двумя войнами
После окончания Гражданской войны Павел Навроцкий был назначен старшиной 3-го эскадрона 13-го кавалерийского полка 4-й Бессарабской кавалерийской дивизии. В 1924 году окончил 5-месячные высшие повторные курсы командного состава в Умани. С 1925 по 1928 годы учился в Украинской кавалерийской школе имени Семена Буденного. В 1931 году окончил курсы «Выстрел». В ноябре 1931 года был отправлен в особую командировку в Монголию в качестве инструктора-командира. В 1932 году был награждён Монгольским орденом Красного Знамени и револьвером системы нагана. В сентябре 1936 года вернулся на родину. Зимой 1937 года был назначен на должность начальника полковой школы кавалерийского полка 1-й кавалерийской дивизии. В ноябре того же года был назначен командиром 29-го кавалерийского полка. В декабре 1937 года был избран депутатом Верховного Совета СССР 1-го созыва. В феврале 1938 года был назначен командиром 160-го кавалерийского полка. Участвовал в Польском походе Красной Армии. Осенью 1940 года был назначен заместителем командира 187-й стрелковой дивизии.

### Великая Отечественная война
Участвовал в Смоленском сражении. В сентябре 1941 года дивизия в которой служил Навроцкий попала в окружение, из которого остаткам её войск удалось выбраться в октябре того де года. Из остатков дивизии была сформирована 62-я стрелковая дивизия и Павел Навроцкий был назначен командиром этой дивизии. В начале декабря 1941 года дивизия участвовала в боях за Курскую область. Дивизия под командованием полковника Навроцкого участвовала в освобождении поселка Тим (Курская область) за данную операцию был представлен к Ордену Красного Знамени, однако сведений о награждении этим орденом не имеется. Участвовал в Воронежско-Ворошиловградской операции. 28 июня 1942 года армейская группа «Вейхс» начала наступление на воронежском направлении из района северо-восточнее Курска и прорвала оборону войск Брянского фронта. Армейская группа «Вейхс» продолжила наступать на Старый Оскол и Воронеж. В результате чего 3 июля группа «Вейхс» объединилась с 6-й армией, в результате чего 4 стрелковые дивизии попали в окружение, среди них была и 62-я стрелковая дивизия. В боях дивизия почти полностью уничтожена, а её командир Павел Навроцкий погиб 5 июля 1942 года (по другим данным значится без вести пропавшим).

## Награды
- 2 ордена Красного Знамени (14.07.1922, 25.12.1923)[1];
- Орден Красной Звезды;
- Медаль XX лет Рабоче-Крестьянской Красной Армии (1938);
- Именное оружие (наган) от наркомвоенмора СССР (1932);
- Орден Красного Знамени (Монголия) (1932).